# Caio Norbano Flaco (cônsul em 15)
Caio Norbano Flaco (em latim: Gaius Norbanus Flaccus) foi um senador romano eleito cônsul em 15 com Druso Júlio César, filho do imperador Tibério. Flaco era neto de Caio Norbano Flaco, cônsul em 38 a.C., e filho de Caio Norbano Flaco, cônsul em 24 a.C., e membro de uma família muito leal ao imperador Augusto. Seu irmão, Lúcio Norbano Flaco, também chegou ao consulado em 19.

## Carreira
Seu primeiro cargo conhecido foi de pretor urbano em 11, posto ao qual deve ter se seguido o comando de uma legião ou o governo de uma província pretorial, mas nenhum outro posto prévio ao consulado em 15 se conhece. Sua eleição Druso é um indicativo do alto grau de confiança que Flaco gozava junto ao imperador. Flaco foi substituído em 30 de junho pelo cônsul sufecto Marco Júnio Silano e os dois se encarregaram de inaugurar estátuas em homenagem ao divino Augusto no Circo Flamínio e na Casa de Augusto no monte Palatino. Sua carreira culminou com sua nomeação como procônsul da Ásia em 24.
Sabe-se também que Flaco foi membro do colégio dos quindecênviros dos fatos sagrados.